# Beuel
Beuel este o zonă mai mare („Stadtbezirk”) a orașului Bonn, Renania de Nord - Westfalia, Germania, care cuprinde toate cartierele Bonnului de pe partea dreaptă a Rinului.

## Istoric
Pentru prima oară Beuel este amintit în 1139 sub numele de Builia, ulterior, Buele (1143), Buwele (1156-1333) și Bewel din anul 1732.  Alte denumiri sunt Buel, Buhil sau Bühel, care însemnă movilă. Din punct de vedere politic aparține de principatul Berg și arhiepiscopatul Köln. Beuel a fost fortificat abia în secolul al XVI-lea; în 1952 este declarat oraș de sine stătător, ca în 1969 să fie alipit de Bonn.

## Geografie
Beuel este situat pe malul drept al Rinului, învecinându-se la nord cu orașele Niederkassel și Troisdorf, la est cu Sankt Augustin  și la sud cu Königswinter.

## Cartiere
- Beuel-Mitte
- Beuel-Ost
- Geislar
- Hoholz
- Holtorf
- Holzlar
- Küdinghoven
- Limperich
- Oberkassel
- Pützchen/Bechlinghoven
- Ramersdorf
- Schwarzrheindorf/Vilich-Rheindorf
- Vilich
- Vilich-Müldorf

## Galerie de imagini

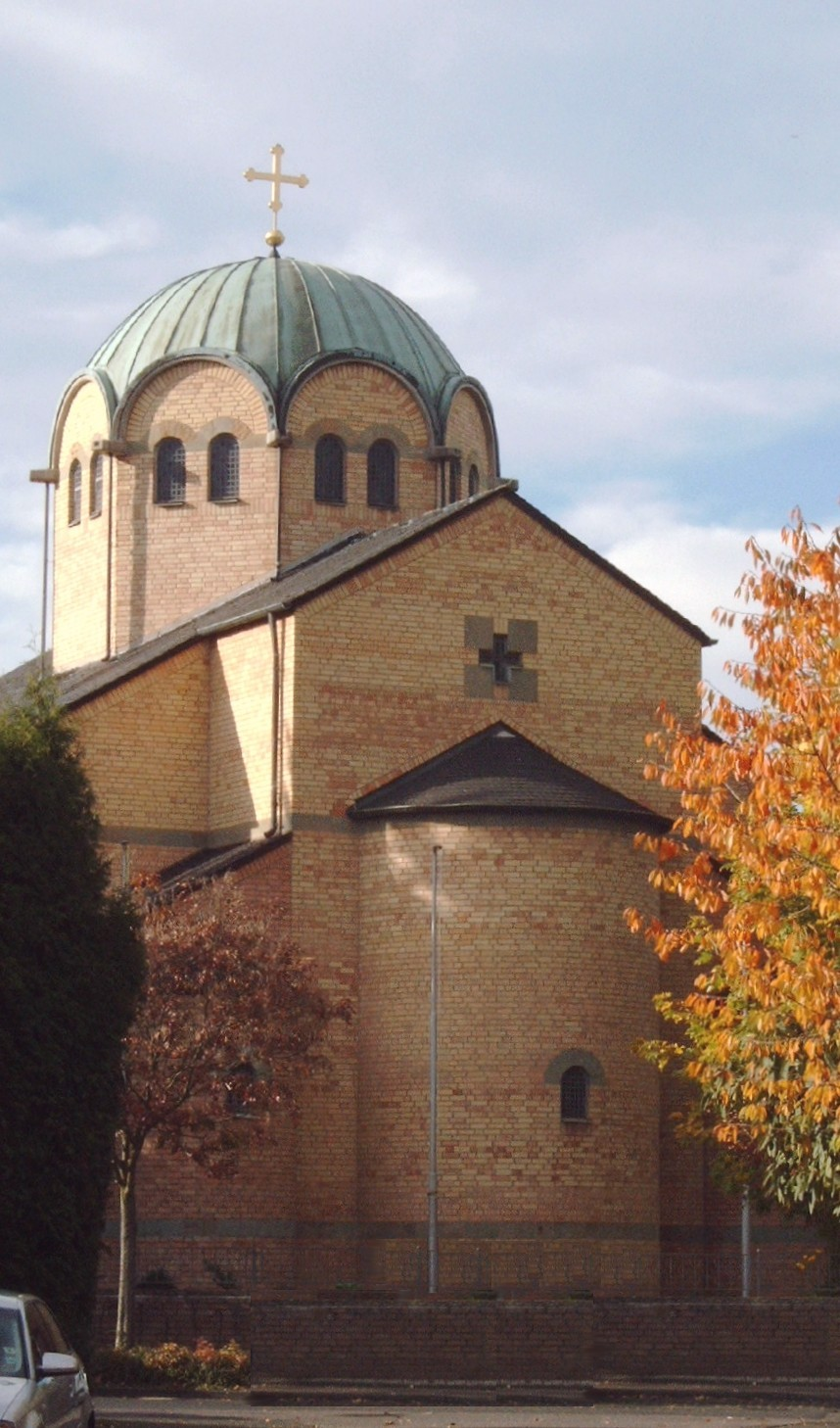
Catedrala Sfânta Treime din Bonn